# Halle (Saale)
Halle (Saale) (d.i. Halle an der Saale) is op een na grootste stad van de Duitse deelstaat Saksen-Anhalt. De stad telt 237.865 inwoners (31 december 2020) op een oppervlakte van 135,02 km². De stad ligt zo'n 35 kilometer ten noordwesten van Leipzig aan de rivier de Saale. Halle is een kreisfreie Stadt. Halle is zetel van de Maarten Luther-Universiteit van Halle-Wittenberg en van drie hogescholen.

## Geschiedenis
Evenals andere plaatsen met de naam Hall(e) is de stad tot bloei gekomen door de zoutziederij. Reeds ten tijde van Karel de Grote was Halle een centrum van de zoutwinning. In de tijd van de DDR (1949-1990) was Halle centrum van chemische industrie. Sinds de hereniging van Oost- en West-Duitsland in 1990 concentreert de stad zich op de technologiegeoriënteerde bedrijfstak, de multimedia en de levensmiddelenindustrie: de oudste chocoladefabriek van Duitsland is in Halle gevestigd.
De eerste elektrische tramlijn van Europa werd in 1890 in Halle in bedrijf gesteld. Voor de Duitse spoorwegen vormt Halle een belangrijk knooppunt.

## Wijken
Halle bestaat uit de volgende wijken: Altstadt, Ammendorf/Beesen, Am Wasserturm/Thaerviertel, Böllberg/Wörmlitz, Büschdorf, Damaschkestraße, Dautzsch, Diemitz, Dieselstraße, Dölau, Dölauer Heide, Freiimfelde/Kanenaer Weg, Frohe Zukunft, Gesundbrunnen, Gewerbegebiet Neustadt, Giebichenstein, Gottfried-Keller-Siedlung, Heide-Nord/Blumenau, Heide-Süd, Industriegebiet Nord, Kanena/Bruckdorf, Kröllwitz, Landrain, Lettin, Lutherplatz/Thüringer Bahnhof, Mötzlich, Nietleben, Nördliche Innenstadt, Nördliche Neustadt, Paulusviertel, Planena, Radewell/Osendorf, Reideburg, Saaleaue, Seeben, Silberhöhe, Südliche Innenstadt, Südliche Neustadt, Südstadt, Tornau, Trotha en Westliche Neustadt.

## Kunst en cultuur

### Bezienswaardigheden
- Rote Turm op de Marktplatz

#### Kerken
- Marktkerk Onze-Lieve-Vrouwe op de Marktplatz
- Dom van Halle
- Sint-Elisabethkerk in Halle-Beesen
- Sint-Johanneskerk in stadsdeel Lutherplatz-Thüringer Bahnhof
- Sint-Joriskerk
- Sint-Laurentiuskerk
- Sint-Mauritiuskerk
- Sint-Nicolaaskerk in Halle-Böllberg
- Sint-Nicolaaskerk in Halle-Büschdorf
- Pauluskerk in Paulusviertel

#### Musea
- Wilhelm-Friedemann-Bach-Haus, gewijd aan 7 componisten uit Halle, onder wie Händel en twee Bachs
- Beatles Museum, gewijd aan The Beatles
- Stiftung Moritzburg in Schloss Moritzburg
- Landesmuseum für Vorgeschichte uitgebreid en modern museum gewijd aan archeologie met o.a. de hemelschijf van Nebra

### Sport
Hallescher FC is de professionele voetbalclub van Halle.

## Geboren

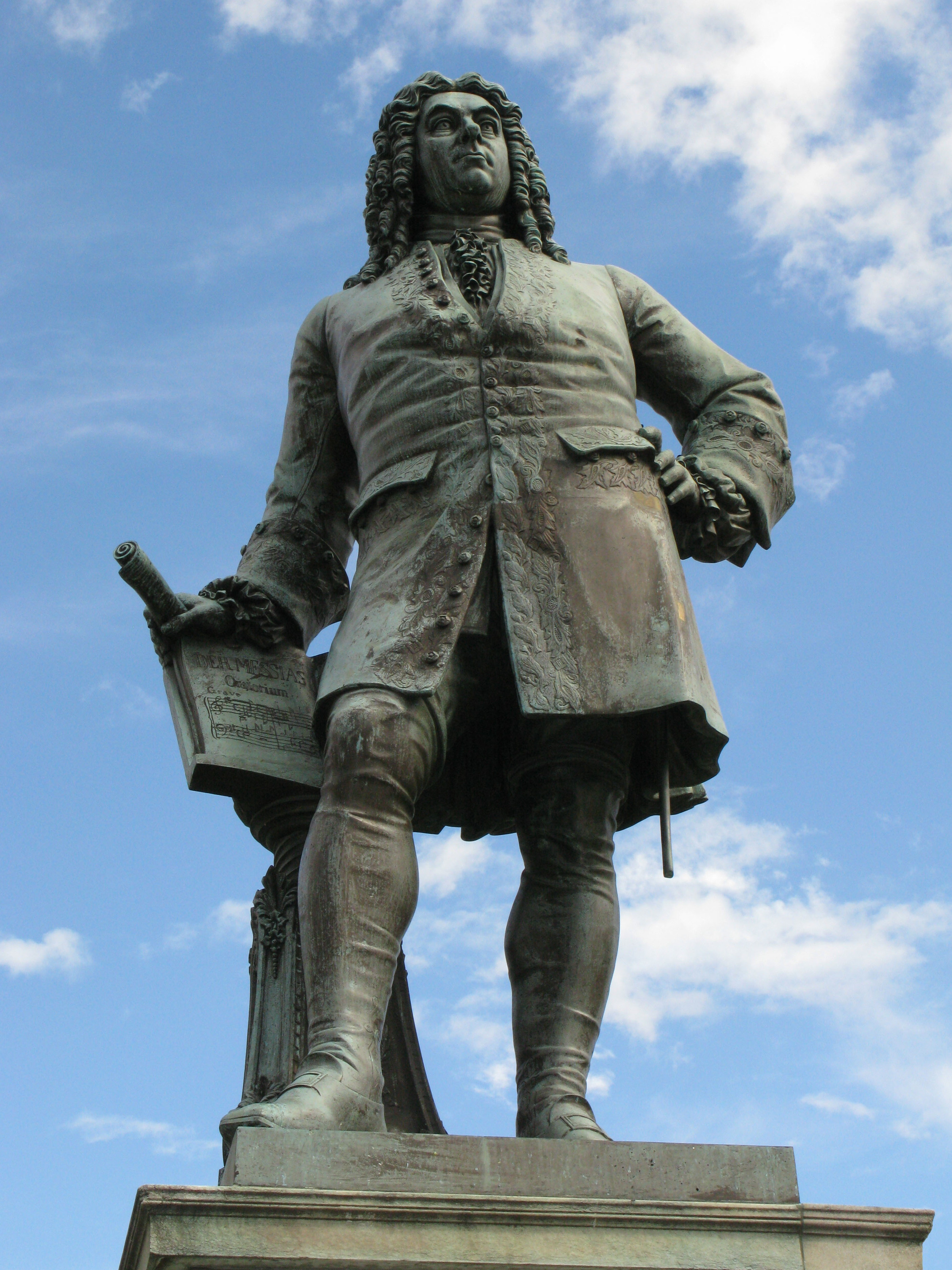
Standbeeld van de componist Georg Friedrich Händel op de Marktplatz van Halle

- Anna Catharina van Brandenburg (1575-1612) koningin van Denemarken en Noorwegen
- Samuel Scheidt (1587-1654), componist
- Georg Friedrich Händel (1685-1759), Duits-Brits componist
- Johann Friedrich Naue (1787-1858), componist
- Robert Franz (1815-1892), componist, pianist en dirigent
- Oswald Boelcke (1891-1916), piloot in de Eerste Wereldoorlog
- Karl von Eberstein (1894-1979), politieofficier
- Ludolf-Hermann von Alvensleben (1901-1970), SS-generaal en oorlogsmisdadiger
- Paul Götze (1903-1948), oorlogsmisdadiger
- Reinhard Heydrich (1904-1942), nazileider en SS-generaal
- Hans-Dietrich Genscher (1927-2016), minister, geboren in het toen nog niet bij Halle horende Reideburg
- Margot Honecker (1927-2016), Oost-Duits politica en vrouw van DDR-leider Erich Honecker
- Klaus Urbanczyk (1940), Oost-Duits voetballer en voetbalcoach
- Bernd Bransch (1944-2022), Oost-Duits voetballer
- Hannes Bauer (1954-2016), trombonist
- Martina Jäschke (1960), schoonspringster
- Skadi Walter (1964-2023), schaatsster
- Kai Pflaume (1967), tv-presentator
- Ute Wetzig (1971), schoonspringster
- Paul Biedermann (1986), zwemmer
- Georg Moritz Hagen Listing (1987), bassist van de band Tokio Hotel
- Franziska Hildebrand (1987), biatlete
- Andreas Wank (1988), skispringer
- Lina Hausicke (1997), voetbalster

## Galerij

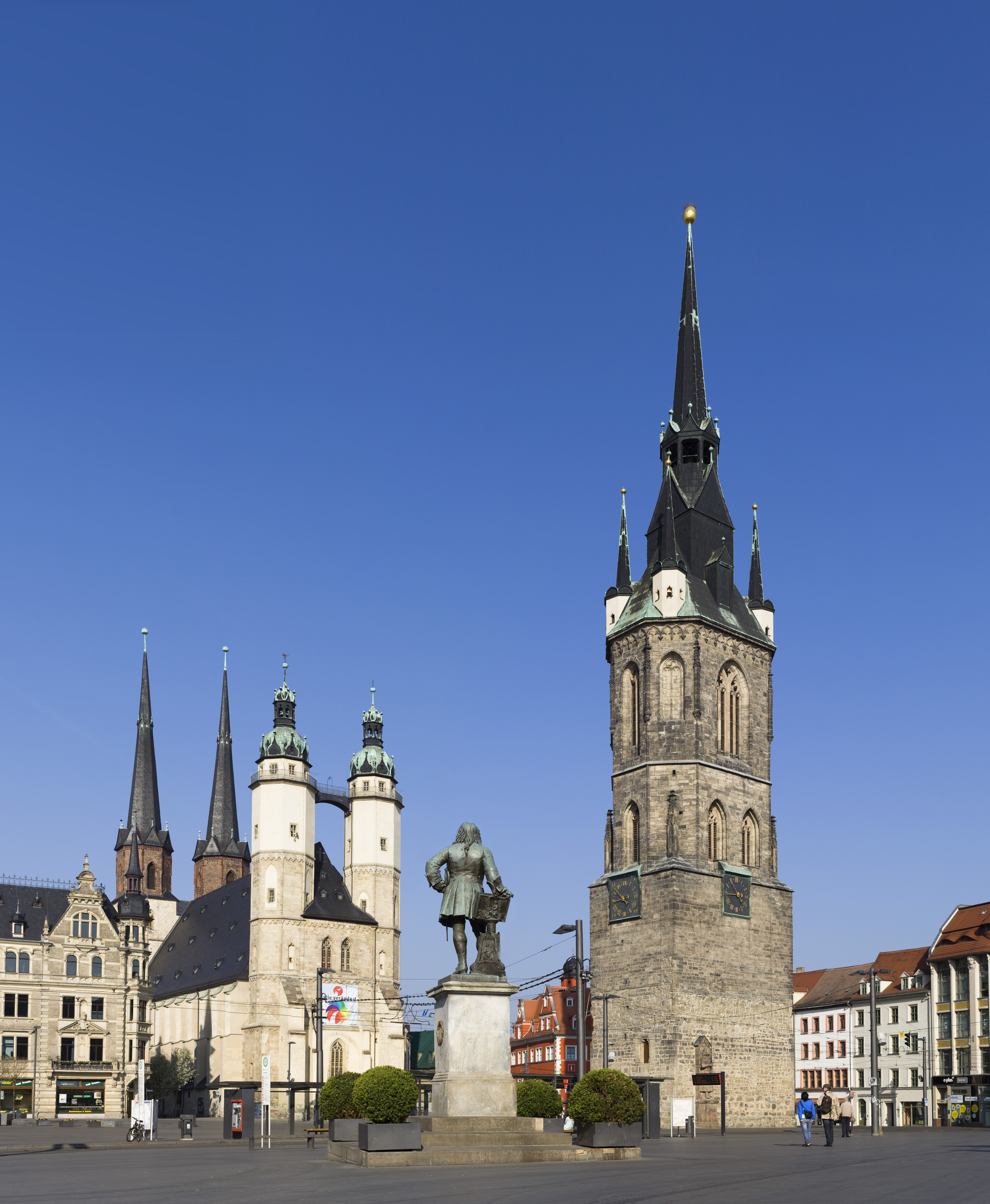
Marktplein met de Marktkerk Onze-Lieve-Vrouwe en de Roter Turm
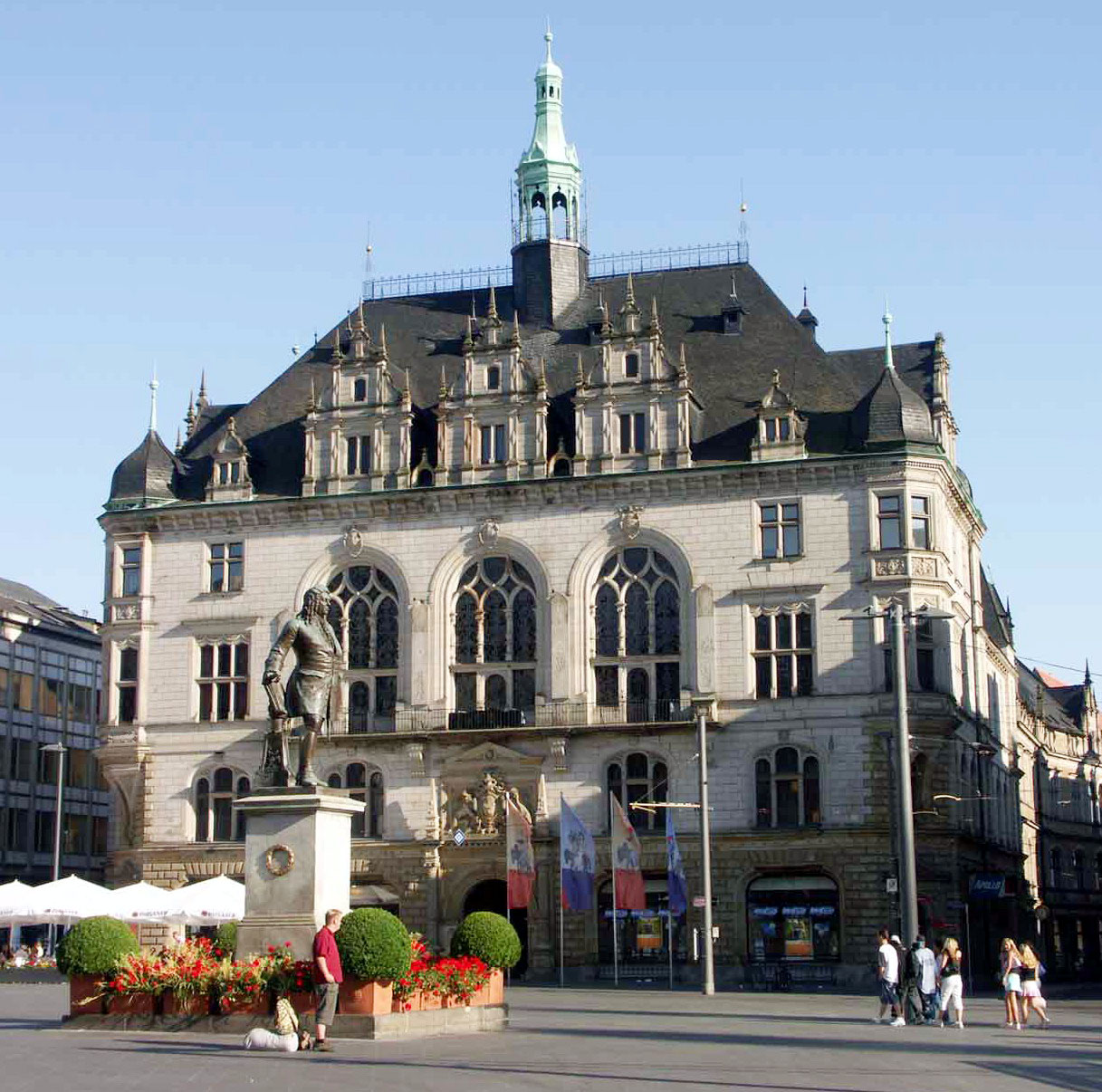
Stadthaus van Halle
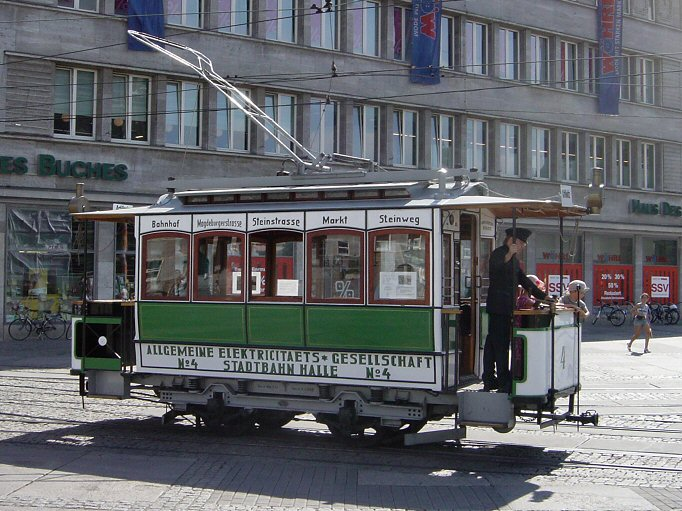
Historische elektrische tram
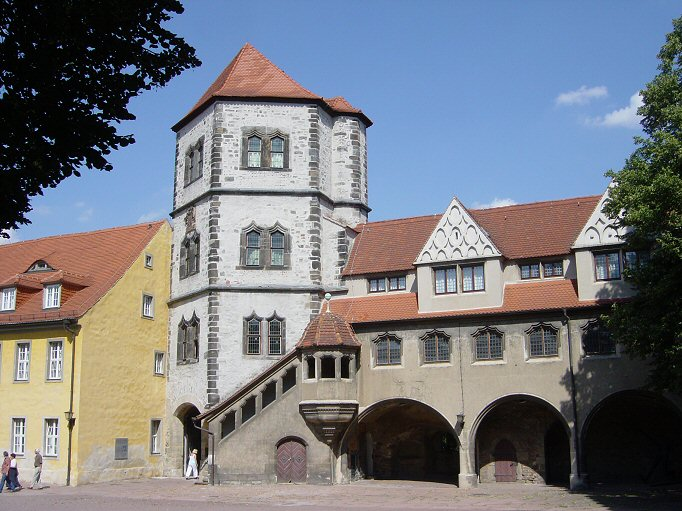
Moritzburg
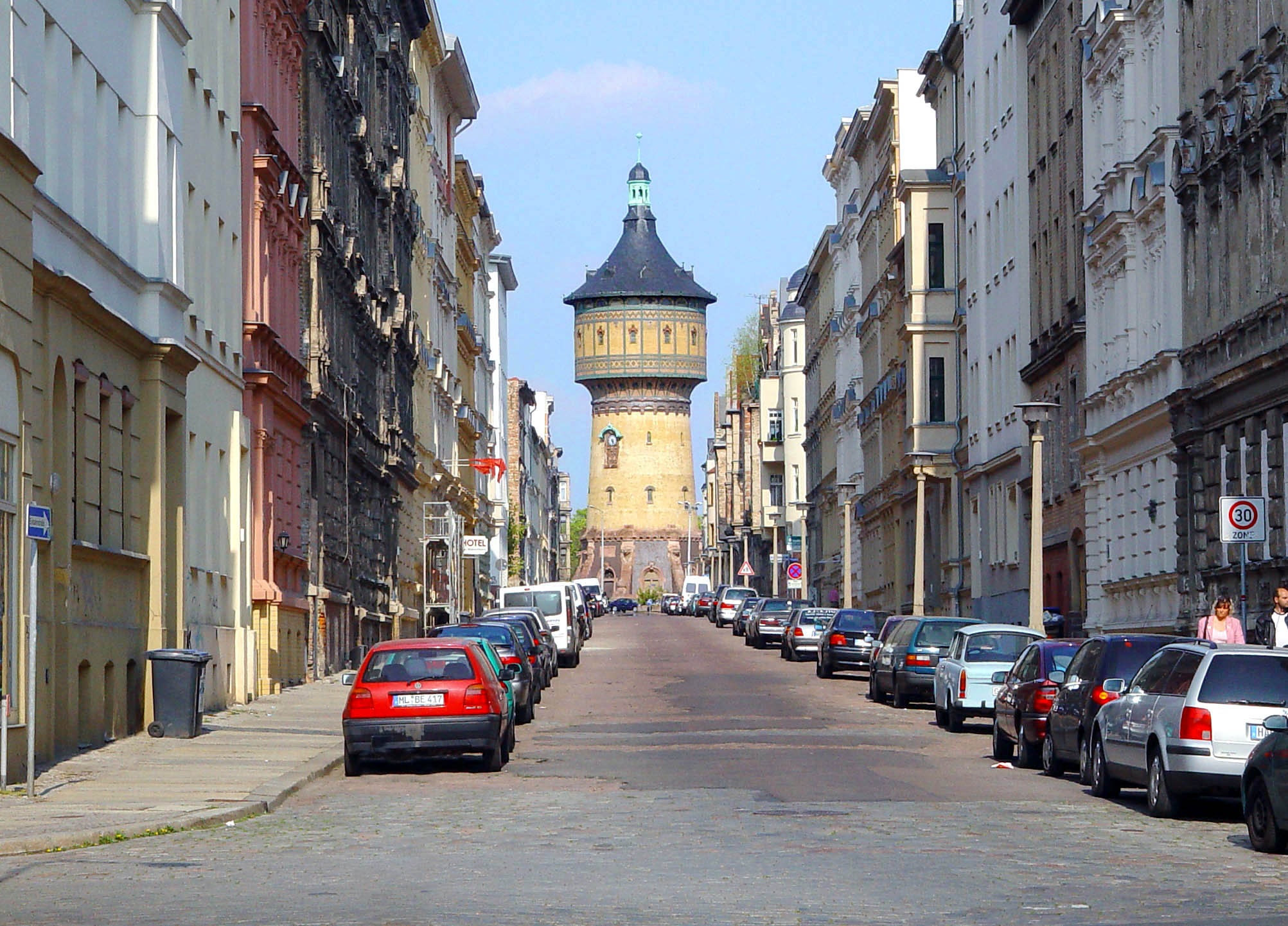
Een watertoren in Halle